# Kotgiyalwadi, Bhalki
Kotgiyalwadi là một làng thuộc tehsil Bhalki, huyện Bidar, bang Karnataka, Ấn Độ.